# 新s
新s（あらたにす）は、日本経済新聞社、朝日新聞社、読売新聞グループ本社の新聞社3社が共同で設立した「日経・朝日・読売インターネット事業組合」が運営していたニュースサイト。
日本経済新聞、朝日新聞、読売新聞の全国紙3紙の新聞記事などの一部を並べて掲載し、読み比べができることが特徴であった。初代編集長は読売新聞の丸山伸一（2019年9月現在、報知新聞社代表取締役社長）。
2008年1月31日にサービスを開始した。2012年2月29日をもって全コンテンツの更新を終えサービスを終了した。
現在は、学生たちで作る、学生のための「言論空間」として、3社によりFacebook上のみにて運営されている。

## 概要
新sのウェブサイトには、3紙の1面及び社会面のニュース記事、社説、1面コラム（春秋、天声人語、編集手帳）、書評などの見出しや本文の一部が並べて掲載され、利用者は3紙の記事を比較して読むことができた。ただし、このウェブサイト自体には全文は掲載されず、見出しをクリックすることによりリンク先の各紙サイトに掲載された記事などの全文を読むことができるシステムになっていた。更新は、朝刊、夕刊の発行に合わせて7時過ぎと16時過ぎの1日2回行われ、1週間分のバックナンバーも閲覧することができた。また、各紙の記事などのほかに、「新聞案内人」と名付けた各界の著名人によるマスメディア評などのコラムも掲載されていた。
「あらたにす」とは古語で「新しくする」という意味で、「新s」という表記には「新」（=「new」）+「s」で「news」という意味も込められているとされる。また、URLによれば、「あらたにす」のラテン文字表記は通常のローマ字表記とは異なる「allatanys」である。
その意味は公式には明らかにされていないが、「all at anys」と読む事により、「all at anys （全ての事）」という意味と「all at ANYs （朝日(A)、日経(N)、読売(Y)の全て）」という二つの意味の掛け言葉になっている事が考えられる。
3社は、2007年10月1日に、インターネットを利用した共同事業及び販売事業における業務提携を発表しており、論調や専門分野が異なる新聞社間の異例の提携として話題になっていた。この提携の発表当日には、産経新聞がMSNと共同でMSN産経ニュースのサービスを開始するとともに、それまでMSNと共同でMSN毎日インタラクティブを提供していた毎日新聞が独自に毎日jpを開設しており、5大全国紙がインターネット配信事業の強化を競う形となった。
日経、朝日、読売各社のニュースサイトとは異なる独自の運営が行われていた点は特筆すべきで、特に新sとして公益財団法人日本ゴルフ協会へのスポンサードも展開。日本オープン、日本女子オープン、日本シニアオープンのゴルフ日本3大オープンについて精力的な報道体制を敷いた。当時まだフィーチャーフォンが主流の時勢でありながら（初代iPhoneは2007年発表）、twitterによるゴルフ・トーナメントのテキスト・ライブ報道にも挑戦。石川遼の一挙手一投足を配信し、日本初のtwitterによるスポーツ・ライブ配信を敢行。ゴルフ業界でも物議を醸したが、以降時代とともにゴルフ界においてtwitter報道は常態化するに至った。
新sの運営期間中、2010年3月に日経が「日本経済新聞電子版」、2011年5月に朝日が「朝日新聞デジタル」として有料の電子版をそれぞれ開始した。